# MVアグスタ 125S
MVアグスタ 125S（本国イタリアでは125 Sport、北米市場では125 Sport SE）はイタリアのメーカー、MVアグスタが1975年から1977年にかけて製造したスポーツバイク。このモデルはMVアグスタがカシーナ・コスタ工場で最後に生産したモデルの一つである。

## 背景
125 ccはイタリアでは人気のあるクラスだったので、MVは1954年以降、1950年代後半の「125 Rapido Sport」や、1970年代初頭の「GTLS]などの4ストロークエンジン125モデルを製造してきた。
1971年にドメニコ・アグスタ伯爵が死去すると、MVアグスタの財務状況は低価格で高品質の日本製オートバイとの競争や、引き続く労使問題によって急速に悪化した。1975年に、MVアグスタのラインナップはすべて新モデルの3車種に絞られていた。この新モデルはミラノで記者会見でコラード・アグスタと、MVアグスタの幹部によって発表された。新しい3車種とは、北米での輸入業者であるコマース・オーバーシーズ・コーポレーションのクリス・ガーヴィルとジム・コザーマンのリクエストで作られた750Sアメリカ、イタリアのデザイナー、ジョルジェット・ジウジアーロ（以前、スズキ・RE-5をデザインしていた）がデザインしたMVアグスタ 350イポテージ、そして350Sのデザインを踏襲した125Sだった。
一連のニューモデルはMVアグスタの新時代とグランプリレーサーをベースにした市販車発売という野心的な計画の始まりを提示したが、MVアグスタは1977年にオートバイの製造から撤退した。

## 詳細

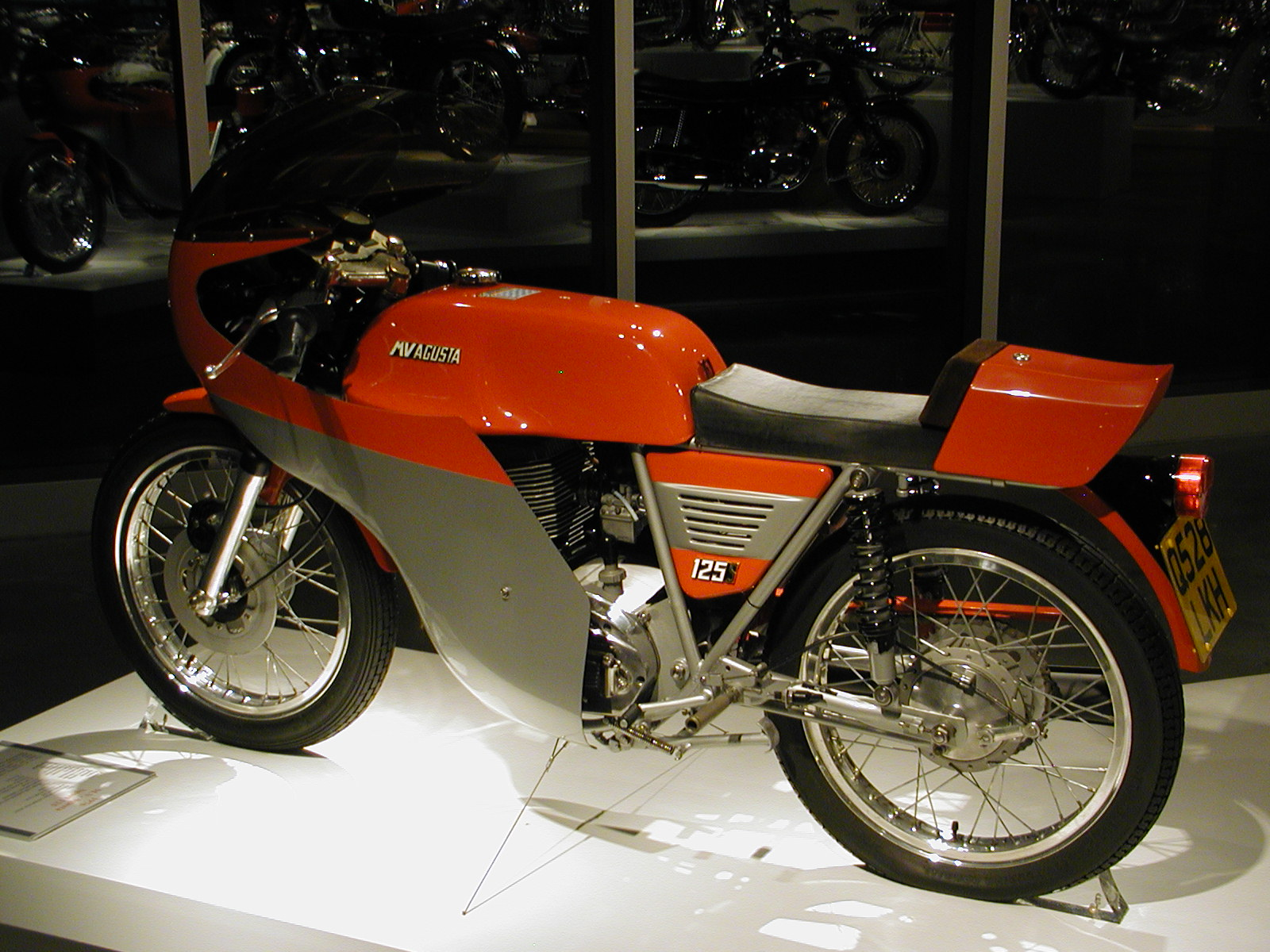
オプションのカウリングが装着された1976のMVアグスタ125S

前モデルのGTLSから開発された125Sは、ジウジアーロによる350Sの印象的な水平のラインとシャープな輪郭を踏襲していた。鋼管と鋼板を併用するMVの通常の構成から離れて、銀色に塗装された全鋼管式のダブルクレードルフレームが使われた。350イポテージと同様にリアフェンダーが取り付けられた段付きのシートと、スリットが開いたサイドカバーが取り付けられた。チェリアーニ式フロントフォークとスカラブディスクブレーキによって車体前部に現代的な外観がもたらされた。
この単気筒エンジンの歴史は、1950年代の「Centomila」（「100,000」の意、MVアグスタがこのエンジンは10万kmの使用に耐えると宣伝したことに由来）にまで遡るが、新しい、角ばったクランクケースが与えらえた。正方形のアルミ合金製のシリンダーは、やはり正方形のシリンダーヘッドと組み合わされた。プッシュロッド式のエンジンは、以前のモデルの53 x 56 mmのボアとストロークを継承した。圧縮比は10.5:1に高められ、ベンチュリ形24 mmのキャブレターを通して混合気が供給されて、8,500 rmpで14 bhp (10 kW)を発揮した。電子式点火装置と5速変速機が搭載された。
このモデルは、MVのグランプリレーサーの伝統的なカラーリングに倣って、銀色のフレームと黒い排気管とともに赤と銀色に塗装された。オプションとしてカウリングが用意された。